# Melanacrosathe
Melanacrosathe är ett släkte av tvåvingar. Melanacrosathe ingår i familjen stilettflugor.
Kladogram enligt Catalogue of Life:
| Melanacrosathe | \| \| Melanacrosathe burmensis \| \| \| \| \| \| Melanacrosathe siamensis \| \| \| \| |
|                | \| \| Melanacrosathe burmensis \| \| \| \| \| \| Melanacrosathe siamensis \| \| \| \| |
|                | Melanacrosathe burmensis                                                              |
|                |                                                                                       |
|                | Melanacrosathe siamensis                                                              |
|                |                                                                                       |